# (20686) Thottumkara
(20686) Thottumkara (1999 VX54) – planetoida z pasa głównego asteroid okrążająca Słońce w ciągu 3,59 lat w średniej odległości 2,34 j.a. Odkryta 4 listopada 1999 roku.